# 阿達馬納鱷屬
阿達馬納鱷屬（學名：Adamanasuchus）是堅蜥目的一屬，化石發現於美國亞利桑那州的數個地點，屬於欽爾組（Chinle Formation），地質年代為三疊紀晚期。屬名是以Adamanian動物群為名。